# Patrick Fernandez
Patrick Fernandez (Argel, 4 de marzo de 1952) es un expiloto de motociclismo francés, que compitió en el Campeonato del Mundo de Motociclismo entre 1975 y 1985.

## Biografía
Nacido en Argel en el seno de una familia francesa, su padre también participó en carreras de motos. La familia regresó a Francia debido a la Guerra de Argelia. Después de empezar su carrera en el ciclismo, comenzó su carrera de motociclismo cuando la familia compró un concesionario de Yamaha.
Su debut tuvo lugar en 1971, pero los primeros éxitos de cierta importancia fueron en la siguiente temporada en el que obtuvo el título nacional francés en 125cc y el de 250 en 1973.
Una vez que terminó su servicio militar, se convirtió en profesional en 1975, debutando en el Mundial, Fue contratado para competir en competiciones de resistencia. Sin embargo, debido a las fracturas causadas por una caída, se mantuvo lejos de las carreras durante la mayor parte de la temporada.
Su primera temporada completa fue en 1976 donde comenzó a competir en 250 cc y 350, todavía en Yamaha. En 1977 y después de un comienzo prometedor con su primer podio, estuvo involucrado en el accidente que causó la cancelación de Gran Premio de Yugoslavia donde perdió parte de la temporada por la lesión.
En 1978, logró un tercer puesto en la clasificación final en 250, aunque su mejor temporada fue en 1979 donde obtuvo su primera victoria en el Gran Premio de Francia, carrera en la que también fue segundo en 350 por detrás del sudafricano Kork Ballington.
Su carrera continuó hasta 1985 donde logró dos victorias más en Grandes Premios. De todas maneras, no llegó más allá de la cuarta posición final en 350 y quinto en 250 en 1981.

## Resultados en el Campeonato del Mundo
Sistema de puntuación desde 1969 hasta 1987:
| Posición | 1.º | 2.º | 3.º | 4.º | 5.º | 6.º | 7.º | 8.º | 9.º | 10.º |
| Puntos   | 15  | 12  | 10  | 8   | 6   | 5   | 4   | 3   | 2   | 1    |

### Carreras por año
(Carreras en negrita indica pole position, carreras en cursiva indica vuelta rápida)
| Año  | Cat.  | Equipo        | 1       | 2       | 3       | 4       | 5       | 6       | 7       | 8       | 9       | 10      | 11      | 12      | 13      | 14      | 1! Pts. | Pos. |
| ---- | ----- | ------------- | ------- | ------- | ------- | ------- | ------- | ------- | ------- | ------- | ------- | ------- | ------- | ------- | ------- | ------- | ------- | ---- |
| 1974 | 250cc | Yamaha        |         | GER -   |         | NAT -   | IOM -   | NED -   | BEL 25  | SWE -   | FIN -   | CZE -   | YUG -   | ESP -   |         |         | 0       | -    |
| 1975 | 125cc | Yamaha        | FRA DNQ | ESP -   | AUT 7   | GER 10  | NAT -   |         | NED -   | BEL -   | SWE -   |         | CZE -   | YUG -   |         |         | 4       | 20.º |
| 1976 | 250cc | Yamaha        | FRA 10  |         | NAT Ret | YUG 4   | IOM -   | NED 6   | BEL 9   | SWE -   | FIN 8   | CZE 12  | GER Ret | ESP 9   |         |         | 21      | 12.º |
| 1976 | 350cc | Yamaha        | FRA 7   | AUT -   | NAT DNQ | YUG Ret | IOM -   | NED Ret |         |         | FIN 10  | CZE Ret | GER 11  | ESP -   |         |         | 5       | 28.º |
| 1977 | 250cc | Yamaha        | VEN 2   | GER -   | NAT -   | ESP -   | FRA -   | YUG 6   | NED Ret | BEL 8   | SWE Ret | FIN 6   | CZE 8   | GBR Ret |         |         | 28      | 10.º |
| 1977 | 350cc | Yamaha        | VEN 3   | GER -   | NAT -   | ESP -   | FRA -   | YUG 7   | NED 3   |         | SWE 3   | FIN Ret | CZE Ret | GBR Ret |         |         | 34      | 8.º  |
| 1978 | 250cc | Yamaha        | VEN 3   | ESP Ret |         | FRA 21  | NAT 5   | NED 8   | BEL 4   | SWE 3   | FIN Ret | GBR 8   | GER 9   | CZE 4   | YUG 6   |         | 55      | 3.º  |
| 1978 | 350cc | Yamaha        | VEN 2   |         | AUT 11  | FRA 6   | NAT 7   | NED Ret |         | SWE 6   | FIN Ret | GBR Ret | GER Ret | CZE Ret | YUG 3   |         | 36      | 8.º  |
| 1979 | 250cc | Yamaha        | VEN Ret |         | GER 16  | NAT 6   | ESP 6   | YUG 3   | NED 6   | BEL -   | SWE 3   | FIN 3   | GBR 8   | CZE 6   | FRA 3   |         | 63      | 5.º  |
| 1979 | 350cc | Yamaha        | VEN 3   | AUT 6   | GER Ret | NAT 3   | ESP 4   | YUG 4   | NED 2   |         |         | FIN 2   | GBR Ret | CZE 3   | FRA 1   |         | 90      | 2.º  |
| 1980 | 250cc | Bimota-Yamaha | NAT -   | ESP -   | FRA -   | YUG -   | NED -   | BEL 3   | FIN 5   | GBR -   | CZE -   | GER -   |         |         |         |         | 16      | 10.º |
| 1980 | 350cc | Bimota-Yamaha | NAT Ret |         | FRA Ret |         | NED 2   |         |         | GBR Ret | CZE -   | GER DNQ |         |         |         |         | 12      | 10.º |
| 1980 | 500cc | Yamaha        | NAT Ret | ESP Ret | FRA Ret |         | NED 7   | BEL Ret | FIN 14  | GBR -   |         | GER -   |         |         |         |         | 4       | 17.º |
| 1981 | 250cc | Bimota-Yamaha | ARG 3   |         | GER Ret | NAT 5   | FRA 7   | ESP 6   |         | NED 3   | BEL 12  | RSM 8   | GBR 20  | FIN 6   | SWE Ret | CZE Ret | 43      | 5.º  |
| 1981 | 350cc | Bimota-Yamaha | ARG 8   | AUT 1   | GER Ret | NAT 4   |         |         | YUG 7   | NED 4   |         |         | GBR 8   |         |         | CZE Ret | 46      | 4.º  |
| 1982 | 250cc | Bimota-Bartol |         |         | FRA -   | ESP DNQ | NAT Ret | NED 5   | BEL Ret | YUG 14  | GBR 12  | SWE Ret | FIN 16  | CZE 5   | RSM 8   | GER 5   | 21      | 14.º |
| 1982 | 350cc | Bimota-Bartol | ARG Ret | AUT 3   | FRA Ret |         | NAT Ret | NED 4   |         |         | GBR Ret |         | FIN 8   | CZE 17  |         | GER Ret | 21      | 9.º  |
| 1983 | 250cc | Bartol        | RSA 4   | FRA 6   | NAT Ret | GER 2   | ESP Ret | AUT 11  | YUG 10  | NED Ret | BEL 11  | GBR Ret | SWE 14  |         |         |         | 26      | 11.º |
| 1984 | 250cc | Yamaha        | RSA 1   | NAT Ret | ESP 24  | AUT Ret | GER Ret | FRA 17  | YUG 10  | NED 11  | BEL 19  | GBR 19  | SWE Ret | RSM 15  |         |         | 16      | 14.º |
| 1985 | 250cc | Cobas-Rotax   | RSA 15  | ESP DNQ | GER Ret | NAT DNQ | AUT 23  | YUG Ret | NED DNQ | BEL DNQ | FRA Ret | GBR -   | SWE -   | RSM -   |         |         | 0       | -    |